# Théâtre des Doms
Le Théâtre des Doms (prononcé « don ») est un lieu culturel, sis en Avignon, qui promeut les artistes du spectacle vivant de la Communauté française de Belgique.

## Mission
En aout 2001, la Communauté française de Belgique, suivant une proposition de Rudy Demotte décide d'acheter le bâtiment d'Avignon au prix d'environ 6 millions de francs français (37 millions de francs belges), équipements compris. L'annonce de la signature du compromis de vente est faite le 19 septembre par le ministre-président Hervé Hasquin.
Le 31 janvier 2002, Philippe Grombeer, choisi parmi 19 candidats, est nommé directeur du théâtre ; il accueille en mars parlementaires et presse pour l'inauguration officielle et la découverte d'un lieu destiné à l'accueil et non à la production théâtrale, son budget de fonctionnement annuel étant limité à 322.000 euros.
La gestion est assurée par l'asbl « Théâtre de l’Escalier des Doms en Avignon », dont le conseil d'administration est composé de professionnels des arts et de la culture comme Philippe Sireuil, Michel de Warzée, Jo Dekmine, Michel Boermans, Daniel Léon et Erik Gobin (présidés par Maurice Peeters, chef de cabinet du ministre régional bruxellois Didier Gosuin. L'objectif de l'asbl réside dans la promotion et la diffusion en Avignon des œuvres et des artistes francophones belges (ou installés en Belgique) relevant des arts de la scène mais aussi d'autres formes d'art visuel comme le dessin et la photographie de plateau.
Le théâtre est principalement financé par Wallonie-Bruxelles International.

## Programmation
Le choix des spectacles porte plutôt sur des œuvres contemporaines de manière à présenter le regard actuel des artistes, leurs innovations et leur exigence artistique à deux époques de l'année, printemps et automne. Le Théâtre des Doms participe au Festival Off d'Avignon – sa programmation est en ligne. Sa mission de promotion est assurée toute l'année.
Le théâtre collabore avec On the Move, réseau d'information fort de plus de 60 membres dans plus de 25 pays en Europe et dans le monde qui accompagne les artistes dans leur parcours international en veillant à l'éthique de la mobilité.

## Situation
Le théâtre se situe dans un bâtiment du XXe siècle, au n° 1bis de la rue des Escaliers Sainte-Anne, sur le flanc du Rocher des Doms, à proximité du Palais des papes d'Avignon, dans le centre historique de la ville dont l'accès aux voitures est interdit de 12h à 2h du matin. La salle, climatisée, est accessible aux PMR sur demande. La cour est la plus ombragée des lieux théâtraux d'Avignon.